# Сант'Ана (Напуљ)
Сант'Ана је насеље у Италији у округу Напуљ, региону Кампанија.
Према процени из 2011. у насељу је живело 43 становника. Насеље се налази на надморској висини од 184 м.